# Anthemoctena lineata
Anthemoctena lineata är en fjärilsart som beskrevs av W. Warren 1895. Anthemoctena lineata ingår i släktet Anthemoctena och familjen mätare. Inga underarter finns listade i Catalogue of Life.